# Тризубець Посейдона

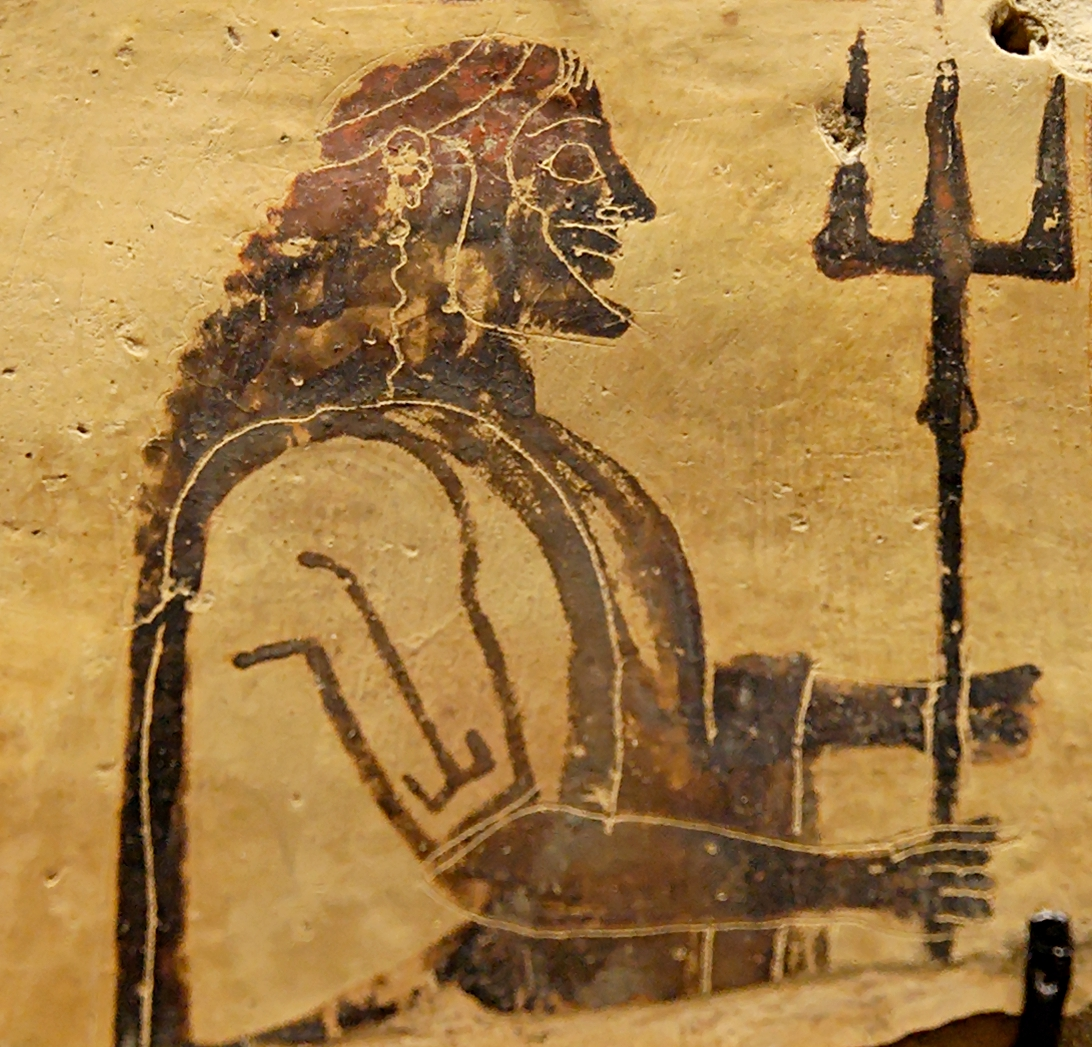
Посейдон зі своїм тризубцем, Коринфська пластина, 550—525 рр. до н. е.

Тризуб Посейдона і його римського еквівалента Нептуна, — їх традиційний божественний атрибут, що присутній в багатьох стародавніх описах. 
За Гесіодом, тризуб Посейдона був створений трьома кіклопами. Однак за Робертом Грейвсом тризуб Посейдона і блискавка Зевса були спочатку одним священним лабрісом, і лише потім почали відрізнялися один від одного, коли Посейдон став богом моря, в той час як Зевс заявив про своє право на блискавку. 
Інша точка зору, яку поділяють Фрідріх Візелер, Е. М.В, Тілліярд і ряд інших дослідників, виводить тризуб Посейдона зі списа для риболовлі, типового для узбережжя проживання давніх греків. У цьому сенсі він нагадує виделку з гострими кінцівками, використовувану середземноморськими рибалками, щоб ловити вугрів. Посейдону особливо поклонялися в прибережних країнах, де риба була базовим товаром торгівлі. 
Альтернативна думка Г. Б. Волтерса виводить тризуб Посейдона від лотосового скіпетра Зевса, а самого Посейдона вважає морським аспектом Зевса.

## Міфи
У грецьких міфах Посейдон використовує тризуб у ряді випадків: 
- Під час суперечки з Афіною за володіння Аттикою Посейдон вражає тризубом Акрополь, де відкривається джерело морської води.[3]
- В аналогічному міфі Посейдон вдаряє в землю тризубом, щоб створити людству коня, а його конкурент Афіна створює оливкове дерево.
- Найдавніші монети Посейдонії з 6-го століття до н. е. зображують тризуб в правій руці Посейдона і схожий на блискавку Зевса.
- Червонофігурний килик Аттіки бл.475 р.до н. е. зображує, як Посейдон вбиває тризубом гіганта Полібота.[4]
- В іншому міфі Посейдон створює джерела або джерело ударом свого тризуба, щоб винагородити Амімону за роман з ним.[5] У версії іншого міфу, Посейдон використовує тризуб, щоб відлякати сатира, який намагався зґвалтувати Амімону після того, як вона помилково потрапила в нього мисливським списом.
- Існує також міф, де Посейдон торкається тризубом острова Делос, прикріплюючи його жорстко до морського дна.[6]
- Ще один міф розповідає про те, як Посейдон, розгніваний святотатством Аякса Малого, руйнує тризубом скелю, на якій намагався втриматись Аякс.
- Під час поїздки в Афіни, географу Павсанію в межах Ерехтейона був продемонстрований нібито відбиток Посейдона на скелі і пов'язане з ним джерело, яке, він пише, звучало шумом хвиль, коли дув південний вітер.

## Символізм
Тризуб Нептуна розглядався давньоримським вченим Мавром Сервієм Гоноратом як тризубий, тому що «море є третьою частиною світу, або тому, що є три види води: моря, струмки та річки». У відповідності з другим і третім Ватиканським міфографом, тризуб Нептуна символізує три властивості води: те, що вона тече, породжує плоди та може питися.

## Сучасні згадки
У сучасності тризубець Посейдона присутній на прапорі Барбадосу, гербі міської ради Ліверпуля, печатці грецьких ВМС, емблемі військ спеціального призначення морських котиків ВМС США і знаку корабля «USS John S. McCain». 
Серія балістичних ракет американського флоту Трайдент названа на честь тризуба Нептуна, , так само як Операція спис Нептуна. 
Персоніфікація Великої Британії, Британія зображається з тризубом Посейдона як символом військово-морської могутності. 
Логотип виробника автомобілів Maserati базується на тризубі зі статуї Нептуна в Болоньї.
Тризуб Посейдона — це магічний артефакт з руйнівною силою у історичному фантастичному романі Майкла Лівінгстона 2015 року «Осколки неба».
Тризуб Посейдона є одним з ключових об'єктів у сюжеті фільму 2017 року «Пірати Карибського моря: мерці не розповідають казки».